# Karl Tunberg
Karl Tunberg est un scénariste et producteur américain né probablement le 11 mars 1907, à Spokane, Washington (États-Unis), mort le 3 avril 1992 à Londres (Royaume-Uni).
Il est le père de Terence Tunberg, latiniste américain, professeur l'Université du Kentucky à Lexington promoteur du Latin vivant et auteur de nombreuses publications en langue latine.

## Filmographie

### comme scénariste
- 1937 : Brelan d'as (You Can't Have Everything) de Norman Taurog
- 1937 : Life Begins in College
- 1938 : Mam'zelle vedette (Rebecca of Sunnybrook Farm)
- 1938 : Hold That Co-ed
- 1939 : Shipyard Sally
- 1940 : I Was an Adventuress
- 1940 : Public Deb No. 1
- 1940 : Sous le ciel d'Argentine (Down Argentine Way)
- 1940 : Tanya l'aventurière (I Was an Adventuress) de 	Gregory Ratoff
- 1941 : Tall, Dark and Handsome
- 1941 : Un Yankee dans la RAF (A Yank in the R.A.F.)
- 1941 : Week-end à la Havane (Week-end in Havana)
- 1942 : Mon amie Sally (My Gal Sal)
- 1942 : Ce que femme veut (Orchestra Wives) d'Archie Mayo
- 1942 : Jordan le révolté (Lucky Jordan) de Frank Tuttle
- 1943 : Dixie (Dixie)
- 1944 : L'Amour cherche un toit (Standing Room Only)
- 1945 : L'Or et les Femmes (Bring on the Girls)
- 1945 : La Duchesse des bas-fonds (Kitty)
- 1945 : Masquerade à Mexico (Masquerade in Mexico)
- 1947 : The Imperfect Lady
- 1948 : Up in Central Park
- 1948 : L'Extravagante Mlle Dee (You Gotta Stay Happy)
- 1950 : Ma brute chérie (Love that brute) d'Alexander Hall
- 1951 : Night Into Morning
- 1951 : L'Amant de Lady Loverly (The Law and the Lady)
- 1952 : Because You're Mine
- 1953 : Vicky (Scandal at scourie)
- 1954 : La Vallée des Rois (Valley of the Kings)
- 1954 : Le Beau Brummel (Beau Brummell)
- 1955 : Duel d'espions
- 1957 : The Seventh Sin
- 1959 : J'ai épousé un Français (Count Your Blessings)
- 1959 : La nuit est mon ennemie (Libel)
- 1959 : Ben-Hur
- 1962 : Choc en retour (I Thank a Fool)
- 1962 : Taras Bulba
- 1964 : La Septième aube (The 7th Dawn)
- 1965 : Harlow
- 1968 : Que faisiez-vous quand les lumières se sont éteintes ? (Where Were You When the Lights Went Out ?), de Hy Averback
- 1970 : How Do I Love Thee?
- 1971 : Cannon (Cannon) (série TV)

### comme producteur
- 1945 : La Duchesse des bas-fonds (Kitty)
- 1945 : Masquerade à Mexico (Masquerade in Mexico)
- 1947 : The Imperfect Lady
- 1948 : Up in Central Park
- 1948 : L'Extravagante Mlle Dee (You Gotta Stay Happy)
- 1959 : J'ai épousé un Français (Count Your Blessings)
- 1964 : La Septième aube (The 7th Dawn)
- 1976 : Les serpents attaquent (Rattlers)